# Janusz Kazimierz Zawodny
Janusz Kazimierz Zawodny (geboren 11. Dezember 1921 in Warschau; gestorben 8. April 2012 in Brush Prairie (Washington)) war ein polnisch-US-amerikanischer Politikwissenschaftler.

## Leben
Janusz Kazimierz Zawodny war Soldat im Zweiten Weltkrieg und wurde nach der deutsch-sowjetischen Eroberung Polens Soldat der im Untergrund für die Befreiung Polens kämpfenden Polnischen Heimatarmee. Beim Warschauer Aufstand 1944 hatte er den Rang eines Oberleutnants. Er geriet in deutsche Gefangenschaft und wurde in das Kriegsgefangenenlager Oflag VII A in Murnau deportiert. Nach der Befreiung durch die US-Army schloss er sich dem in Italien stationierten polnischen II. Corps an. 
Zawodny emigrierte 1948 in die USA. Er studierte Politikwissenschaften an der University of Iowa, 1955 wurde er an der Stanford University promoviert und arbeitete als Wissenschaftler und Politikberater und nahm Lehraufträge an der Princeton University wahr. Zawodny war 1961/62 Fellow des Center for Advanced Studies und war zwischen 1979 und 1984 Berater beim National Security Council.  
Zawodny schrieb 1962 eine anerkannte Studie zum sowjetischen Massaker von Katyn. 

## Schriften (Auswahl)
- Settlement of workers' grievances in Soviet factories. Dissertation Stanford University, 1957
- Death in the Forest: The Story of the Katyn Forest Massacre (1962)
  - Zum Beispiel Katyn. Klärung eines Kriegsverbrechens. Aus dem Englischen Siglinde Summerer, Gerda Kurz. München : Information und Wissen, 1971
- Nothing but Honor: The Story of the Warsaw Uprising, 1944 (1978)
- (Hrsg.): Man and International Relations: Contribution of the Social Sciences to the Study of Conflict and Integration (1967)
- Guide to the Study of International Relations (1966)
- The Warsaw Uprising in Combat and Diplomacy (1994)
- Participants and Witnesses of the Warsaw Uprising. Interviews (2004)
- Motyl na Śniegu (2004)